# Alta Floresta d'Oeste
Alta Floresta d'Oeste is een gemeente in de Braziliaanse deelstaat Rondônia. De gemeente telt 22.728 inwoners (schatting 2020).

## Aangrenzende gemeenten
De gemeente grenst aan Alto Alegre dos Parecis, Costa Marques, Nova Brasilândia d'Oeste, Novo Horizonte do Oeste, Rolim de Moura, São Francisco do Guaporé en São Miguel do Guaporé.

### Landsgrens
En met als landsgrens aan de gemeente Baures in de provincie Iténez in het departement Beni met het buurland Bolivia.